# Visite (Lenny Kuhr)
Visite is de populairste single van de Nederlandse zangeres Lenny Kuhr. Het lied is het openingsnummer van het album Dromentrein uit 1980 en wordt uitgevoerd samen met de Franse jongensgroep Les Poppys. Het nummer werd opgenomen in de Morgan Studios/RKM studio in Brussel. De muziek van het nummer is gecomponeerd door Lenny Kuhr zelf en de liedtekst is van de hand van Herman Pieter de Boer, die ook de teksten van enkele andere nummers van het album Dromentrein schreef.

## Liedtekst
De liedtekst beschrijft een droom over “een huis vol visite”. In de droom komen bekende personen op visite zoals Sylvia Kristel ("Kristel"), Aart Staartjes en Brigitte Bardot ("Bardot"), maar ook fictieve personages zoals Mickey Mouse, Dik Trom, Kuifje en Kapitein Rob. Het refrein (“Oh, mon amour…”) is Franstalig, met een knipoog naar het van oorsprong Franse woord "visite" en de chansons die Kuhr in haar beginjaren ten gehore bracht. Het bestaat uit enkele grappig klinkende Franse woordcombinaties zoals “bon bon bonbonnière” en “oui oui parapluie”. 

## Les Poppys
De samenwerking met de Franse jongensgroep Les Poppys was bedacht door producer Bart van der Laar. De groep is voornamelijk te horen bij het Franstalige refrein. 
Behalve bij Visite zingen Les Poppys ook mee bij het nummer Maar in Amsterdam, eveneens afkomstig van het album Dromentrein. 

## Lenny Kuhr over “Visite”
Lenny Kuhr heeft later verklaard dat Visite, doordat het zo vaak gedraaid werd, behoorlijk aan “puurheid heeft ingeboet”. Ze heeft het nummer lange tijd niet gezongen, maar heeft het later toch weer in haar repertoire opgenomen, omdat “ik het liedje in zijn oorsprong heel erg leuk vind”.

## Trivia
- Lenny Kuhr had van 1981 tot 1993 een relatie met Herman Pieter de Boer, tekstschrijver van Visite en van een aantal andere nummers van Kuhr.
- Herman Pieter de Boer zou kort na Visite opnieuw een succesvolle liedtekst schrijven over dromen: voor de eerste editie van Kinderen voor Kinderen schreef hij de tekst van Ik heb zo waanzinnig gedroomd, dat begin 1981 een hit werd met muziek van Tonny Eyk.

- MusicBrainz work: 07e69b93-090c-4d00-b3d8-4965cbdbdadc